# Marceline Kahn
Marceline Kahn es una payasa y artista de circo española, que recibió el Premio Nacional de Circo de España en 2020.

## Trayectoria
Kahn estudió técnicas de circo en Escocia con el conocido payaso Reg Bolton, y en París en la École Nationale du Cirque Fratellini. Cofundó el dúo femenino The Deep Sea Sisters, y, junto a José Ventura Bertrán, la compañía Marceline y Sylvestre, única que en 1995, asistió por España a la 49.ª edición del festival FRINGE en Edimburgo.
En 1996 fue una de las fundadoras, junto a Ventura y a Didier Michel Armbruster (del Cirque Bidon), de la compañía internacional Los Excéntricos, considerada como una de las claves de la modernización de la figura del payaso y del nuevo circo. Con esta compañía, que mezcla malabares, humor y música, ha creado los espectáculos Miscel·lánies, La balsa, Rapsodia in Clown, Música Maestro, Rococó Bananas o The Melting Pot Pourri, y  dirigido y actuado en CaVaret del Circo Price de Madrid. También, trabajó en los Estados Unidos como parte de la obra Love Dinner and Chaos del Teatro Zinzanni.

## Reconocimientos
Su compañía, Los Excéntricos, recibió en 2002 el Premio FAD Sebastià Gasch por Música Maestro, y en 2010 el Premio Zirkólika al mejor espectáculo de circo cómico, por Rococó bananas, otorgado por la Revista Zirkòlika anualmente, en la gala Noche de circo (Nit de circ) celebrada en Barcelona, con el objetivo de reconocer el trabajo de artistas y compañías de circo españoles.
En el año 2011 ganó junto a Ventura y Armbruster el Premio Nacional de Cultura de Cataluña, en la modalidad de Circo, concedido por la Generalidad de Cataluña, y en 2020 el Premio Nacional de Circo concedido por el Ministerio de Cultura y Deporte de España, por “haber sido maestros y exploradores de nuevos formatos contemporáneos sin perder de vista los aspectos más tradicionales” y “su capacidad de llevar a cabo un finísimo trabajo técnico y artístico que se caracteriza por su transversalidad y por su voluntad de no poner límites a la figura de la payasa y del payaso”.